# Пуа-Катики
Пуа-Катики (рап. Puakatike) — потухший щитовидный вулкан на острове Пасхи.
Высота вулкана над уровнем моря 370 метров, образует полуостров Поике на востоке.
Последнее извержение произошло в плейстоцене. Его лавовые поля появились, как предполагают учёные, в промежутке между 230000 и 705000 лет назад.
Это самый низкий из трёх основных потухших вулканов острова Пасхи.